# Parks (Arizona)
Parks es un lugar designado por el censo ubicado en el condado de Coconino en el estado estadounidense de Arizona. En el Censo de 2010 tenía una población de 1188 habitantes y una densidad poblacional de 2,66 personas por km².

## Geografía
Parks se encuentra ubicado en las coordenadas 35°17′7″N 111°58′2″O / 35.28528, -111.96722. Según la Oficina del Censo de los Estados Unidos, Parks tiene una superficie total de 446.41 km², de la cual 446.35 km² corresponden a tierra firme y (0.01%) 0.06 km² es agua.

## Demografía
Según el censo de 2010, había 1.188 personas residiendo en Parks. La densidad de población era de 2,66 hab./km². De los 1.188 habitantes, Parks estaba compuesto por el 91.16% blancos, el 0.42% eran afroamericanos, el 2.44% eran amerindios, el 0.17% eran asiáticos, el 0.67% eran isleños del Pacífico, el 2.53% eran de otras razas y el 2.61% pertenecían a dos o más razas. Del total de la población el 9.76% eran hispanos o latinos de cualquier raza.